# Demetris Syllouris

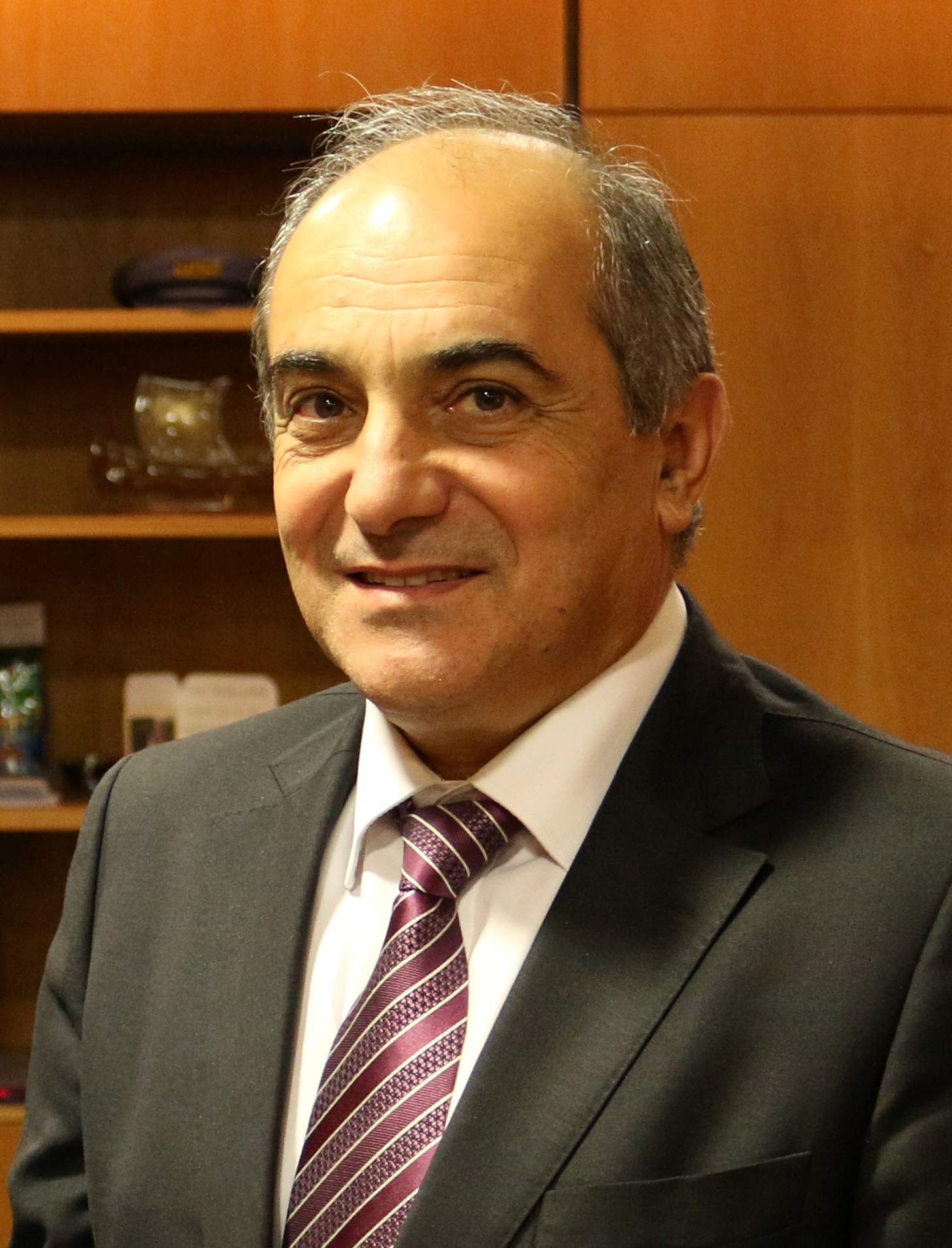
Demetris Syllouris (2017)

Demetris Syllouris (griechisch Δημήτρης Συλλούρης; * 27. Juli 1953) ist ein griechisch-zyprischer Politiker. Von 2001 bis 2016 war er Vorsitzender der Evropaiko Komma und von 2016 bis 2020 Parlamentspräsident im Repräsentantenhaus der Republik Zypern.

## Karriere
Von 1991 bis 2001 war Demetris Syllouris Abgeordneter für Nikosia der Partei Dimokratikos Synagermos (DISY) in der Koalitionsregierung mit den Liberalen. Anschließend bis 2004 Abgeordneter der DISY-Regierung. Von 2004 bis 2005 war er als parteiloser Abgeordneter im Repräsentantenhaus, bevor er 2005 Vorsitzender der Evropaiko Komma-Partei wurde. Im März 2016 wechselte er erneut die Partei und schloss sich der Kinima Allilengyi an.
Am 2. Juni 2016 wurde er zum Parlamentspräsidenten des Repräsentantenhauses gewählt. Am 13. Oktober 2020 gab er bekannt, seine Ämter als Reaktion auf ein mögliches Fehlverhalten ruhen zu lassen.

### Handel mit Staatsbürgerschaften
Im Zuge einer investigativen Recherche des Senders Al Jazeera wurde Demetris Syllouris gefilmt, wie er mit anderen Politikern bei einem privaten Treffen versprach, sich für die Einbürgerung eines Geschäftsmanns aus der Volksrepublik China einzusetzen, den die Journalisten für ihre Recherche erfunden hatten. Ein Lockvogel hatte sich dabei als Abgesandter des Chinesen ausgegeben und erklärt, sein Klient sei zuvor wegen Korruption zu zwei Jahren Haft verurteilt worden. Das hätte ihn eigentlich von Einbürgerung in Zypern ausgeschlossen, doch Syllouris sicherte trotzdem seine Hilfe zu.
Während Zypern die Einbürgerung im Gegenzug für ein Investment von 2,5 Millionen Euro auf der Insel anbot, legte ein Vertreter der „Giovani Group“, einer Immobiliengesellschaft im Besitz des Abgeordneten Christakis Giovanis, dem Vertreter des fiktiven Geschäftsmanns nahe, mindestens 20 Millionen Euro auf der Insel zu investieren, um eine bevorzugte Bearbeitung seines Antrages zu erreichen.
Nach Veröffentlichung des Berichtes am 12. Oktober 2020 ließ die Regierung der Republik Zypern auf Twitter mitteilen, dass man die Einbürgerung gegen Bezahlung in dieser Form nicht weiterführen werde. Die EU-Kommission kündigte an, die Einleitung eines Verfahrens gegen Zypern zu prüfen.